# Charlton Heston
Charlton Heston, ursprungligen John Charles Carter, född 4 oktober 1923 i Evanston, Illinois, död 5 april 2008 i Beverly Hills, Los Angeles, Kalifornien, var en amerikansk Oscarvinnande skådespelare, känd för sina heroiska roller och sitt långa engagemang för politiska frågor. Han var även ordförande för vapenlobbygruppen National Rifle Association, NRA, under åren 1998 till 2003.

## Tidig karriär
Charlton Heston föddes i Evanston, Illinois som son till Russel Whitford Carter och Lilla Charlton, född Baines. När han var 10 år gammal skildes föräldrarna och snart därefter gifte hans mor om sig med Chester Heston. Den nya familjen flyttade till det välbärgade Wilmette, Illinois, en förstad norr om Chicago där den unge Heston studerade vid New Trier High School. Hans framgångsrika medverkan i skolans dramaproduktioner gav honom ett stipendium till Northwestern University från den lokala teatern, där också var aktiv. Medan han fortfarande studerade på high school agerade han i en 16 mm amatörfilmsversion av Peer Gynt gjord av David Bradley. Flera år senare producerade samma grupp Julius Caesar där Heston spelade Marcus Antonius.
År 1944 lämnade Heston college och gick med i US Army Air Forces. Han tjänstgjorde i tre år som en B-25 radio-operatör/skytt stationerad vid Aleuterna i Alaska med Eleventh Air Force och han slutade sin karriär som en staff sergeant.
Medan Heston ännu tjänstgjorde i US Army Air Forces 1944, gifte han sig med en annan student vid Northwestern University, Lydia Marie Clarke. Efter kriget bodde de i Hell's Kitchen-området i New York där de båda arbetade som fotomodeller. För att försöka komma in i teatervärlden beslöt de sig 1947 att börja driva en teater i Asheville, North Carolina. 1948 återvände de till New York där Heston hade blivit erbjuden en roll i Broadwaypjäsen Antonius och Cleopatra med den legendariska Katharine Cornell i huvudrollen. Han fick bra kritik för sin roll och hade också lyckade rollgestaltningar inom televisionen, där han spelade ett antal roller i CBS:s populära Studio One-serie.

## Filmkarriär

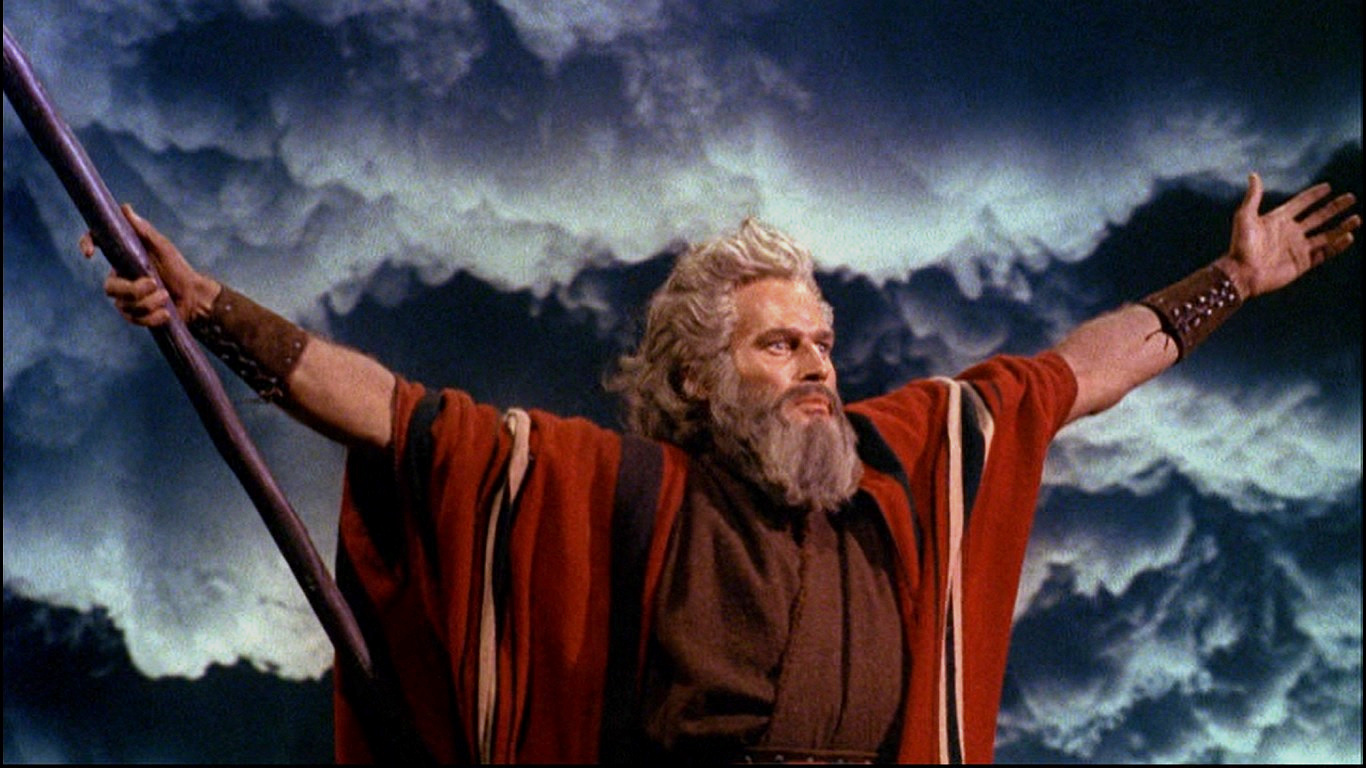
Som Moses i De tio budorden (1956).

År 1950 fick Heston bra kritik för sin första riktiga filmroll i Mörk stad. Hans genombrott kom 1952 i och med hans roll som cirkusdirektör i Världens största show. Men den muskulösa, 190 cm långa Heston med den grova hakan blev en ikon när han porträtterade Moses i De tio budorden, en roll som han sägs ha fått då Cecil B. Demille tyckte att han var nästan skrämmande lik Michelangelos staty av Moses. Han har också spelat huvudrollen i ett antal episka storfilmer, som Ben-Hur, El Cid, 55 dagar i Peking och Khartoum under sin långa karriär. Han skämtade en gång: "They seem to think I have a Medieval face!" ("De verkar anse att jag har ett medeltida ansikte"). Heston vann en Oscar för sin titelroll i 1959 års Ben-Hur som totalt erhöll 11 statyetter.
Förutom sina många roller i episka storfilmer spelade Heston även huvudroller i ett antal science fiction-filmer och katastroffilmer, varav vissa, som Apornas planet, Soylent Green – USA år 2022, Jordbävningen och Den siste mannen, var stora succéer när de släpptes och har sedan dess blivit kultklassiker.
Heston slogs vid vissa tillfällen med studiosystemet för att få göra specifika filmer som han trodde på. 1958 manövrerade han Universal International till att tillåta Orson Welles att regissera En djävulsk fälla med Heston i huvudrollen. 1965 kämpade han mot studion för Sam Peckinpahs räkning när ett försök gjordes att blanda sig i hur Peckinpah regisserade Sierra Charriba, trots att Peckinpah var så temperamentsfull att den vanligtvis lugne Heston vid ett tillfälle hotade regissören med sitt kavallerisvärd då Heston tyckte skådespelarensemblen behandlades illa. Heston var även ordförande för fackföreningen Screen Actors Guild från 1966 till 1971.
År 1971 gjorde Heston sin regidebut med Antony and Cleopatra, en adaption av William Shakespeares pjäs Antonius och Cleopatra som han medverkat i under sin tidiga teaterkarriär.
Med början i 1973 års De tre musketörerna började Heston spela ett allt större antal biroller. Trots detta dalade inte hans popularitet och han medverkade i ett stort antal film- och tv-roller sedan dess. Han medverkade i såpan The Colbys mellan 1985 och 1987. Heston har även en väldigt igenkännbar röst som han ofta använt som berättare. Med sin son Fraser agerade han i och producerade ett antal filmer gjorda för kabel-tv, bland annat en nyinspelning av Skattkammarön och En man för alla tider. Heston fick 1992 bra recensioner för sin serie "Charlton Heston Presents The Bible" på kabeltvkanalen A&E. Serien såldes också med framgång på video och DVD.

## Utanför duken

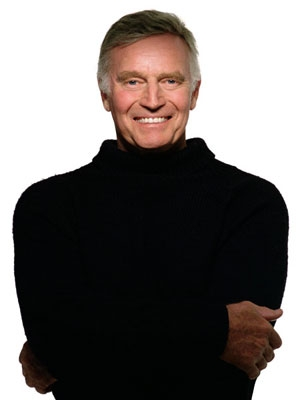
Charlton Heston 2001.

Heston diagnostiserades med prostatacancer 1998, som gick in remission året därpå efter lyckad strålbehandling. I augusti 2002 meddelade Heston att han hade diagnostiserats med Alzheimers sjukdom. I juli 2003 mottog han Presidential Medal of Freedom, USA:s högsta civila utmärkelse, från president George W. Bush. I april 2006 rapporterades att Hestons sjukdom var mycket långt framskriden och att hans familj var orolig att han inte skulle överleva året ut. Heston avled till slut 5 april 2008.

### Politiska åsikter
I början av sin karriär var Heston demokrat och han arbetade aktivt för demokraternas presidentkandidater Adlai Stevenson 1956 och John F. Kennedy 1960. Som medborgarrättsaktivist medverkade han vid Martin Luther King Jr.s medborgarrättsmarsch i Washington D.C. 1963. Efter mordet på senator Robert F. Kennedy 1968 medverkade Heston på The Joey Bishop Show och krävde tillsammans med sina kollegor Gregory Peck, Kirk Douglas och James Stewart att kongressen skulle anta kraftfullare vapenkontrollagar. Denna incident var en belastning för Heston när han, trettio år senare, valdes till ordförande till den amerikanska vapenlobbyorganisationen National Rifle Association. 1969 blev Heston tillfrågad av några demokrater om att kandidera till statssenaten i Kalifornien, något som antagligen skulle stötts av båda partierna. Han avböjde då han ville fortsätta sin karriär som skådespelare.
Under 1980-talet började Heston stödja mer konservativa och libertarianska åsikter i frågor som kvotering och rätten om att bära vapen. Han arbetade aktivt för valet av de republikanska presidenterna Ronald Reagan, George H.W. Bush och George W. Bush. Han var hedersmedlem på livstid hos National Rifle Association (NRA) och var dess ordförande och talesman från 1998 till sin avgång 2003. Som ordförande var han kanske mest känd för att ha lyft ett antikt gevär över sitt huvud på 2000 års NRA-kongress och sagt att Al Gore skulle ta hans konstitutionella rättigheter till att bära vapen från hans kalla, döda händer ("from my cold, dead hands"). När han meddelade att han skulle avgå som ordförande 2003 höjde han återigen ett gevär över huvudet och upprepade de fem orden han sagt 2000. 
Heston har fått hård kritik från förespråkare för hårdare vapenkontroll i USA. Michael Moore intervjuade Heston i hans hem i 2002 års dokumentärfilm Bowling for Columbine. Moore frågade då om NRA:s val att hålla möten i Littleton, Colorado, så snart efter skjutningarna i Columbine och i Flint, Michigan, snart efter den uppmärksammade dödsskjutningen av sexåriga Kayla Rowland i sitt klassrum. I Littleton ställdes många av de olika arrangemangen vid kongressen in; men årsmötet hölls ändå enligt NRA:s stadgar, vilket väckte protester i samhället Littleton. 
I sin självbiografi In the Arena beskrev Heston hur viktigt yttrandefrihet var och hur han var en stark motståndare till  McCarthyism och segregering, då han bara ansåg att det hjälpte kommunismen. Han var också motståndare till Vietnamkriget och ansåg att Nixon var en katastrof för USA.
Heston var även motståndare till abort och medverkade i inledningen till Bernard Nathanson dokumentär mot abort, Eclipse of Reason, som fokuserades på mycket sena aborter. Heston var också med i styrelsen för Accuracy in Media (AIM), en konservativ grupp som undersöker hur media agerar.

## Filmografi i urval
- 1950 – Mörk stad
- 1952 – Världens största show
- 1952 – En kvinnas lidelse
- 1953 – Den vita apachen
- 1954 – Marabunta - den stora fasan
- 1956 – De tio budorden
- 1958 – En djävulsk fälla
- 1958 – Det stora landet
- 1958 – Kaparnas konung
- 1959 – Spökskeppet - kampen om Mary Deare
- 1959 – Ben-Hur
- 1961 – El Cid
- 1963 – 55 dagar i Peking
- 1965 – Mannen från Nasaret
- 1965 – Major Dundee
- 1965 – Vånda och extas
- 1965 – De grymma och de tappra
- 1968 – Apornas planet
- 1968 – Will Penny
- 1970 – Bortom apornas planet
- 1971 – Den siste mannen
- 1972 – Flygplan kapat
- 1972 – Skriet från vildmarken
- 1973 – Soylent Green – USA år 2022
- 1973 – De tre musketörerna
- 1974 – Katastroflarm
- 1974 – De fyra musketörerna
- 1974 – Jordbävningen
- 1976 – De vilda männen
- 1976 – Slaget om Midway
- 1976 – En prickskytt i mängden
- 1977 – Fäkta för livet!
- 1978 – Fångade i djupet
- 1980 – Männen från vildmarken
- 1980 – Mumiens förbannelse
- 1982 – Hett guld
- 1983 – Chiefs (TV-serie) (tre avsnitt)
- 1985 – Dynastin (TV-serie) (tre avsnitt)
- 1985–1987 – The Colbys (TV-serie) (49 avsnitt)
- 1990 – Skattkammarön
- 1990 – Solar Crisis
- 1990 – Snudd på ängel (ej krediterad)
- 1993 – Wayne's World 2
- 1993 – Glamour (TV-serie) (sju avsnitt)
- 1993 – Tombstone
- 1994 – True Lies
- 1994 – I skräckens skugga
- 1996 – Alaska
- 1996 – Hamlet
- 1997 – Herkules (berättarröst)
- 1998 – Armageddon (berättarröst)
- 1999 – Any Given Sunday
- 2001 – Män och kvinnor
- 2001 – Som hund och katt (röst)
- 2001 – Apornas planet
- 2001 – The Order
- 2002 – Bowling for Columbine (dokumentär, medverkar som sig själv)
- 2003 – Ben Hur (berättare)